# ジャラールッディーン・スルターン・シャー
ジャラールッディーン・スルターン・シャー（ペルシア語: جلال‌الدین محمود سلطانشاه, 
? - 1193年9月29日）は、ホラズム・シャー朝の第5代君主（在位：1172年 - 1193年9月29日）。第4代君主イル・アルスランの子。

## 略歴
1172年にイル・アルスランが没した後、ホラズム・シャー朝でイル・アルスランの息子たちによる後継者の地位を巡る争いが起こる。
スルターン・シャーはイル・アルスランの末子であったにもかかわらず父の存命中から後継者と目されており、彼の母トゥルカン・ハトゥンによって君主に擁立された。スルターン・シャーの兄であるアラーウッディーン・テキシュはホラズム・シャー朝の宗主国であるカラ・キタイ（西遼）に亡命し、毎年の貢納と引き換えに自身の支援を請願した。同年カラ・キタイの支持を得たテキシュはホラズム・シャーを自称し、カラ・キタイの援軍を得たテキシュはただちにホラズムに帰還した。
テキシュの帰国の報告を聞いたスルターン・シャーとトゥルカンは1172年12月に宮廷から脱出し、国内の支持者の元に退却する。そして、大セルジューク朝の崩壊後にニーシャープールで独自の勢力を築いたアミール・ムアイヤド・アイアパの支持を得ることに成功した。だが、1174年にアイアパはホラズムの遠征に向かった際に敗北し、テキシュによって処刑される。アイアパの死後、後ろ盾を失ったスルターン・シャーはゴール朝の宮廷に亡命、トゥルカンはテキシュの軍に捕らえられて殺害された。
1170年代末にテキシュはカラ・キタイとの約束に反して貢納を拒否し、カラ・キタイから派遣された役人を殺害する。ゴール朝に留まっていたスルターン・シャーはカラ・キタイの宮廷に向かい、ホラズムの領民が自分の復位を望んでいると主張した。スルターン・シャーを君主に据えるため、カラ・キタイの皇后は軍隊を派遣する。しかし、テキシュはアムダリヤ川の堤防を決壊させることでカラ・キタイ軍の進行を阻んだ。スルターン・シャーの主張に正当性が無いと判断したカラ・キタイ軍の司令官は軍を引き返した。スルターン・シャーは自分の部下と残されたカラ・キタイ軍と共に、未だオグズ諸部族とセルジューク朝に仕えていたアミールらの支配下にあるホラーサーン地方に進入する。スルターン・シャーは何人かの土着の支配者の討伐に成功し、1180年にニーシャープールを占領した。1181年までにサラフス、トゥース、メルヴがスルターン・シャーの支配下に入り、彼の軍はBaghdis周辺のゴール朝の領土にも侵攻した。
スルターン・シャーは数年にわたってテキシュを脅かし、テキシュは彼を討つためにホラーサーン地方に数度遠征を行わなければならなかった。しかし、この抵抗にもかかわらず、スルターン・シャーは兄に対して優位に立つことはできず、ゴール朝に対しても対立の火種を抱えていた。1189年（もしくは1190年）にゴール朝の軍はスルターン・シャーを攻撃し、彼の支配地は略奪を受けた。そして同1189年にスルターン・シャーはテキシュと講和を結ぶ。
1192年にテキシュがイラク・セルジューク朝に対して親征に向かい本国を留守にすると、スルターン・シャーはホラズムへの遠征を決定する。しかし、1193年にスルターン・シャーは遠征中に没し、テキシュは彼の支配地を併合してホラズム・シャー朝を再統一した。